# De wilde zwanen (sprookje)

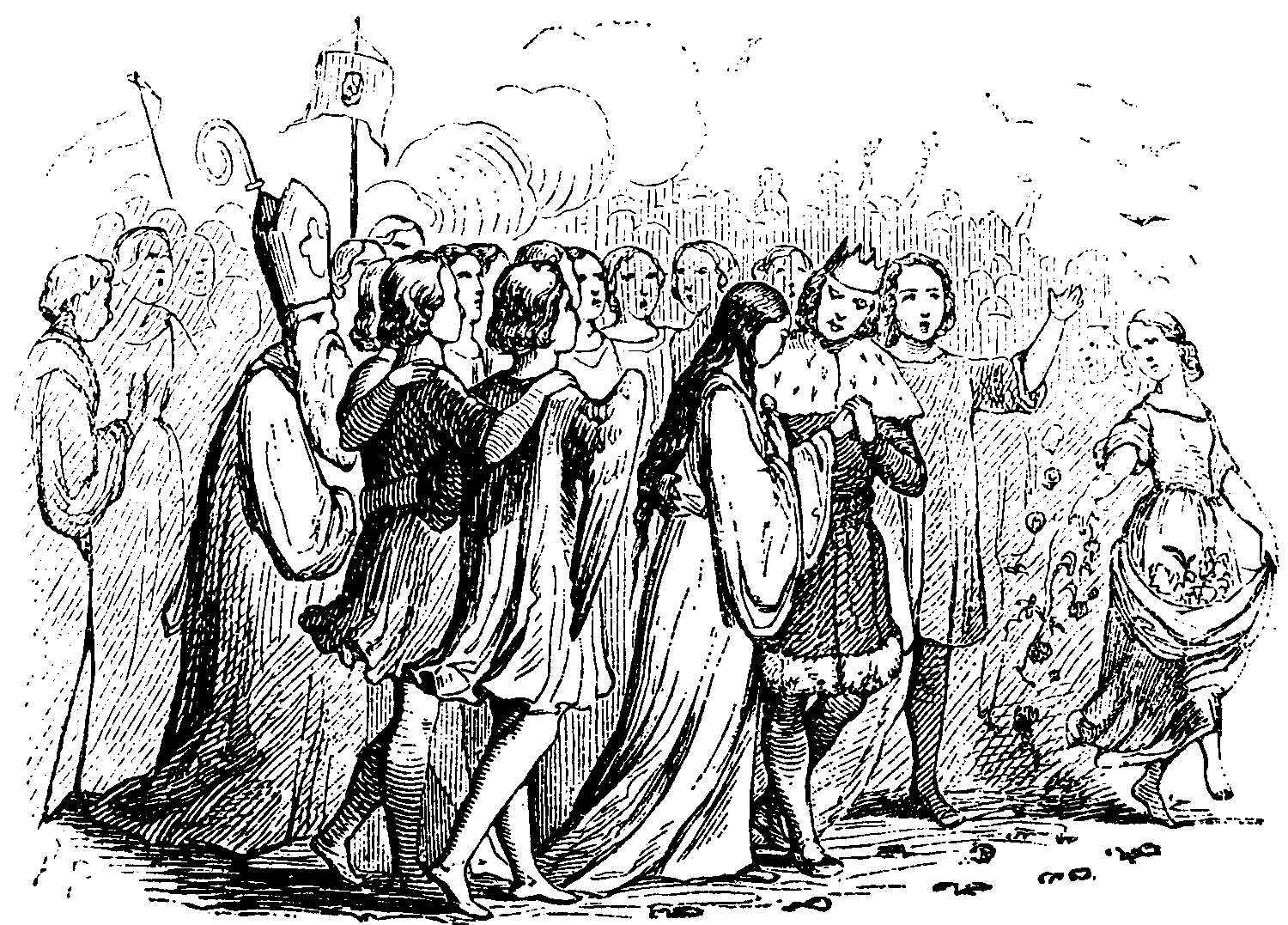
tekening van Vilhelm Pedersen

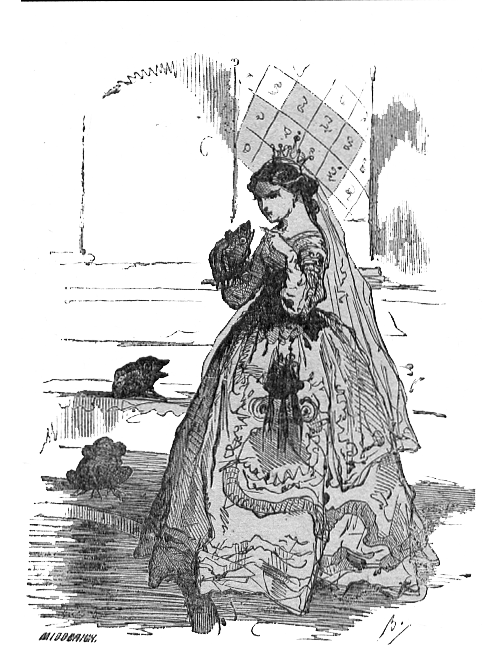
tekening van Bertall

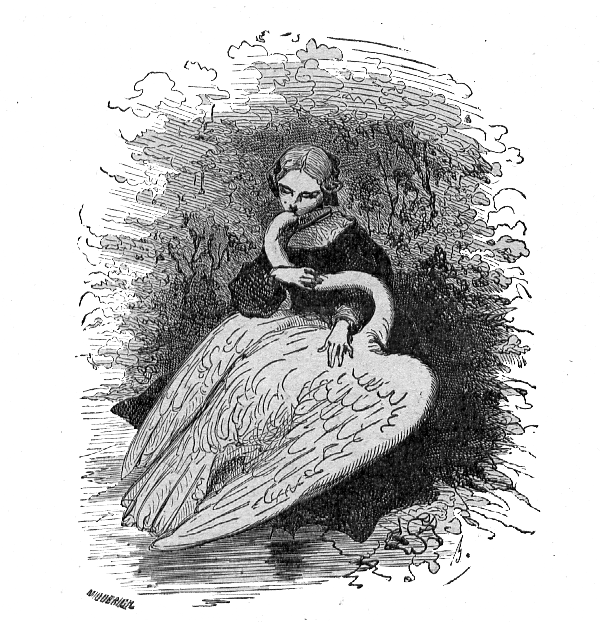
tekening van Bertall

De wilde zwanen (oorspronkelijke titel: De vilde svaner) is een literair sprookje van Hans Christian Andersen dat een eerste maal in het Deens gepubliceerd werd in 1838, als een van de drie verhalen in Eventyr, fortalte for Børn. Ny Samling. Første Hefte, samen met De standvastige tinnen soldaat en Het Madeliefje.

## Het verhaal
Een prinses probeert haar 11 broers te redden van een betovering door een slechte koningin, hun stiefmoeder. De koningin tovert de prinsen om in zwanen. De prinses vindt haar broers later terug, want zodra de zon onder gaat veranderden de zwanen weer in mensen. Helaas heeft de prinses een gelofte van zwijgzaamheid afgelegd, want haar stiefmoeder vertelde haar dat haar broers sterven als zij spreekt. Een fee vertelt de prinses hoe ze haar broers kan bevrijden, door voor elk een jas van brandnetels te weven.